# Einheitsgemeinde

En allemand, Einheitsgemeinde est une désignation pour certains types de communes en Allemagne ou en Suisse.

## Allemagne
En Allemagne, Einheitsgemeinde désigne couramment toutes les communes indépendantes, en particulier les communes composées de plusieurs localités. Celles-ci s'appellent également Großgemeinde en Hesse ou en Sarre.
Dans certains Länder, Einheitsgemeinde est la désignation officielle pour les communes faisant partie d'un arrondissement, qui ne sont pas membres d'une Verwaltungsgemeinschaft en Bavière, d'une Verwaltungsgemeinschaft ou d'une Verbandsgemeinde en Saxe-Anhalt, d'une Samtgemeinde en Basse-Saxe ou d'une Verbandsgemeinde en Rhénanie-Palatinat. Les Einheitsgemeinden exercent toutes les compétences communales en compétences propres.
À Hambourg et à Berlin, la désignation Einheitsgemeinde signifie que les compétences de la commune et du Land ne sont pas séparées constitutionnellement.

## Suisse
En Suisse, le terme d'Einheitsgemeinde est utilisé dès 1944 pour désigner les communes unifiées du canton de Thurgovie, créées par fusion entre une municipalité (en allemand Munizipalgemeinde) et ses communes locales, appelées Ortsgemeinde. Ce nom a disparu dès 2000 avec la suppression du système spécifique des communes politiques thurgoviennes.

## Source
- (de) Cet article est partiellement ou en totalité issu de l’article de Wikipédia en allemand intitulé « Einheitsgemeinde » (voir la liste des auteurs).
- André Salathé, « Einheitsgemeinde » dans le Dictionnaire historique de la Suisse en ligne, version du 11 février 2005.